# Neuroacantocitosis
El término neuroacantocitosis se refiere a un grupo de diversas enfermedades genéticas que implican alteraciones del movimiento y glóbulos rojos espiculados (acantocitos). 
Estas condiciones son causadas por diferentes alteraciones genéticas, tales como las de VPS13A, XK, JPH3 y PANK2. La mutación es transferida mediante diferentes mecanismos hereditarios de baja frecuencia.
Estos síndromes, que son la corea acantocítica, el síndrome de McLeod, el tipo 2 de las dolencias similares a la enfermedad de Huntington (HDL2) y la neurodegeneración asociada a pantotenato kinasa (PKAN), primariamente afectan al cerebro y a los ganglios basales.
Caracterizan a este grupo de trastornos algunos síntomas específicos: entre ellos, movimiento lento o involuntario, anormalidades en la postura, debilidad, alteración cognitiva, alteraciones psíquicas y otros relacionados con la degeneración del sistema nervioso, sobre todo en lo que se refiere al movimiento. 
Los datos con que se cuenta son insuficientes para trazar un análisis preciso de la frecuencia en la comunidad. Pero sí parece que la dolencia de tipo 2 entre las similares a la enfermedad de Huntington tiene una prevalencia levemente mayor en el sur de África, y que el Síndrome de McLeod tiene una mayor prevalencia en los hombres que en las mujeres (principalmente por ser de herencia ligada al cromosoma X).